# Кошница при Целю
Кошица при Целю (на словенски: Košnica pri Celju) е село в Словения, Савински регион, община Целе. Според Националната статистическа служба на Република Словения през 2015 г. селото има 597 жители.